# Eparchie Piana degli Albanesi
De eparchie Piana degli Albanesi (Latijn: Eparchia Planensis Albanensium; Italiaans: Eparchia di Piana degli Albanesi; Albanees: Eparhia e Horës së Arbëreshëvet) is een in Italië gelegen Italo-Albanees-katholieke eparchie met zetel in Piana degli Albanesi op het eiland Sicilië. De eparchie staat als immediatum onder rechtstreeks gezag van de Heilige Stoel.
Het grondgebied omvat naast de San Demetriokathedraal nog 11 kerken in Piana degli Albanesi, zes kerken in Contessa Entellina negen kerken in Mezzojuso acht kerken in Palazzo Adriano en één kerk in Santa Cristina Gela. De cokathedraal Santa Maria dell'Ammiraglio (La Martorana) in Palermo is de zetel van de parochie San Nicolò dei Greci voor alle in de Siciliaanse hoofdstad wonende gelovigen naar de Byzantijnse liturgie.

## Geschiedenis
In de 15e en 16e eeuw vluchtten veel Albanezen en Grieken voor de Ottomanen naar Zuid-Italië en Sicilië en stichtten daar hun eigen gemeenschappen. Daarbij behielden zij onder andere de in de oosterse kerk gebruikelijke Byzantijnse ritus, die later ook door de Heilige Stoel werd geaccepteerd. tot in de 17e eeuw werden nauwe banden onderhouden met de halfautonome Christelijke gemeente van Himarë in Albanië. er werden meerdere malen missionarissen naar Himarë uitgezonden. In 1734 stichtte de Albanese priester Giorgio Guzzetta met steun van de toenmalige aartsbisschop een Grieks-Albanees seminarie in Palermo.
Tot in de 20ste eeuw vielen de parochies met de Byzantijnse ritus onder de bisdommen van de Latijnse kerk. Nadat in Zuid-Italië in 1919 de eparchie Lungro voor de parochies met de Byzantijnse ritus was opgericht, volgde op 26 oktober 1937 op Sicilië de oprichting van de eparchie Piana degli Albanesi. In 1960 werden de in de eparchie aanwezige parochies van de Latijnse Kerk toegevoegd aan Piana degli Albanesi.

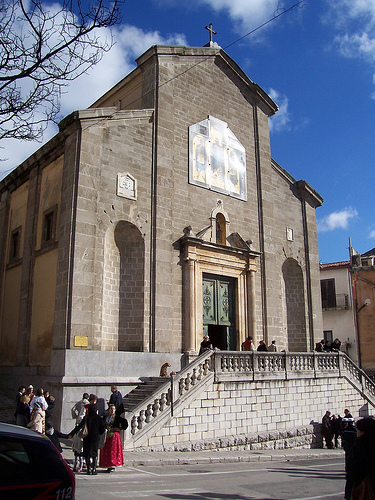
Kathedraal van Piana degli Albanesi
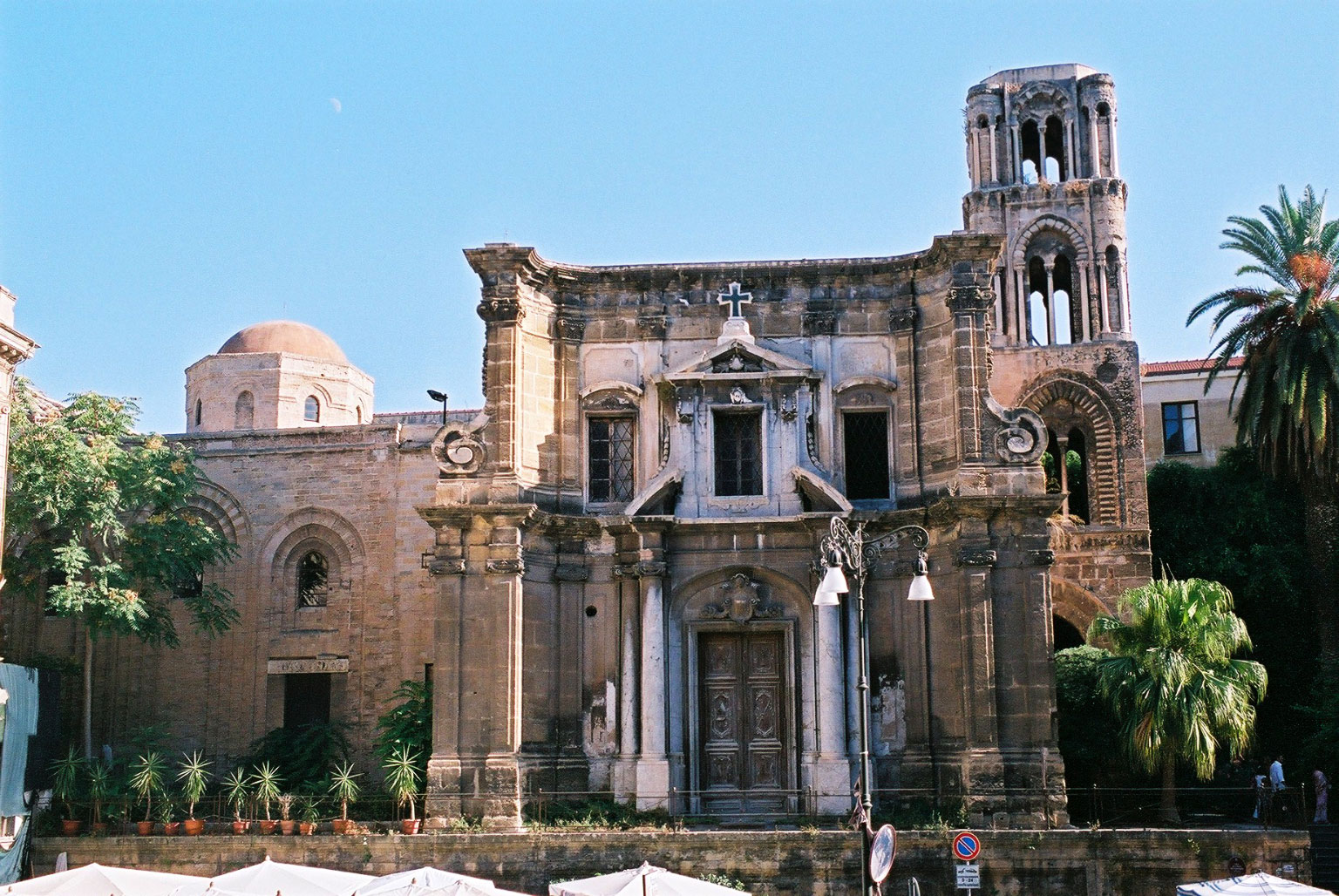
Co-kathedraal La Martorana in Palermo